# Слідство ведуть ЗнаТоКі. На гарячому
«Слідство ведуть ЗнаТоКі. На місці злочину» — радянський детективний телефільм 1971 року з серії фільмів «Слідство ведуть ЗнаТоКі».

## Сюжет
При спробі крадіжки на складі промтоварів затриманий Сілін, який нещодавно звільнився з ув'язнення. Сілін — велика, сильна, нерозвинена інтелектуально, довірлива і по-своєму непогана людина, зі своїми твердими поняттями про честь і дружбу. Покарання він відбував за те, що, будучи в нетверезому стані, в електричці не зміг знайти в кишенях квиток, побився з контролером і завдав йому тілесні ушкодження. Вже в колонії отримав новий термін за бійку з іншими ув'язненими, спровоковану спробами знущання над ним. Як говорить Знаменський, «Якщо бувають заблудлі вівці, то Сілін — заблудший мамонт».
Все говорить про те, що у Сіліна були спільники в пограбуванні складу, більш того — спільники знали, що Сіліна неодмінно схоплять і свідомо пожертвували ним, будучи впевнені, що він їх не видасть. Дійсно, Сілін вперто твердить, що діяв сам. Знаменський намагається зрозуміти, кого і чому покриває Сілін, і домогтися від нього правдивих показань. Томін діє своїм шляхом — шукає можливі контакти Сіліна в кримінальному середовищі. З бесіди з начальником охорони складу Знаменський дізнається, що сигналізація, яку пошкодив Сілін, не працюватиме ще кілька днів: обслуговуючий склад монтер лежить в лікарні, побитий невідомими хуліганами, його змінник у відпустці, а допускати до ремонту будь-кого іншого інструкції з безпеки забороняють. Тим часом Томін виходить на двох підозрілих осіб, які готують велику крадіжку. А на склад скоро привезуть дорогі хутра. Картина складається: Сіліна використовували як «таран», щоб на пару днів порушити роботу сигналізації і майже без ризику скоїти крадіжку цінного товару. Знаходиться і один зі спільників: рецидивіст по кличці Башка, який відбував покарання разом з Сіліним і в колонії взяв його під свій захист, заборонивши кримінальникам знущатися над ним.
Знаменському вдається переконати Сіліна, що спільники його навмисно підставили. Сілін, нарешті, погоджується давати показання. Оскільки викрити злочинців на одних свідченнях Сіліна не вдасться, доводиться брати їх на гарячому. На складі влаштовують засідку, в яку потрапляють Башка і його підручний Костя.

## Ролі та виконавці
- Георгій Мартинюк —  Знаменський
- Леонід Каневський —  Томін
- Ельза Леждей —  Кібріт
- Станіслав Чекан —  Сілін Степан Корнійович/«Комод»
- Сергій Жирнов —  Стромов Сергій Васильович/«Башка»
- Світлана Алексєєва —  Родіонова Галина, наречена Сіліна
- Олександр Хотченков —  Костя
- Ірина Кириченко —  офіціантка Ліда
- Ніна Попова —  директор пивного бару
- Геннадій Сергєєв, Юрій Румянцев —  відвідувачі бару
- Анатолій Васін —  начальник охорони
- Микола Серебренников —  Леонов Микола Іванович, сторож
- Валентина Мартинюк —  чергова у в'язниці
- Кирило Глазунов —  конвоїр

## Знімальна група
- Режисер — В'ячеслав Бровкін
- Сценаристи — Олександр Лавров, Ольга Лаврова
- Оператор — Вадим Василевський
- Композитор — Марк Мінков
- Художник — Лариса Мурашко